# Alberto Alesina

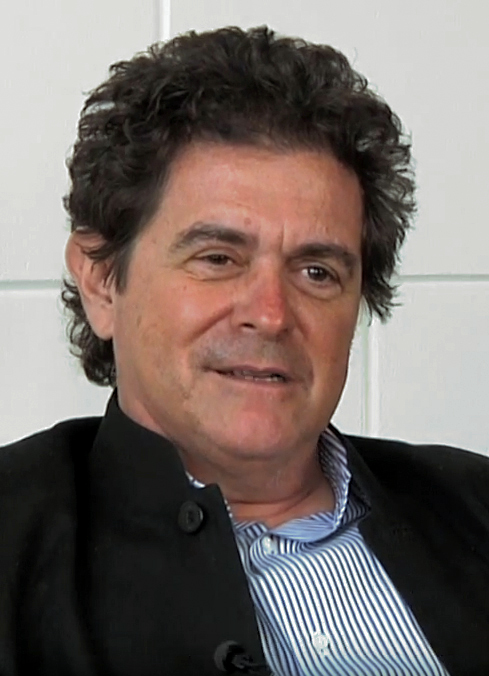
Alberto Alesina in 2013

Alberto Alesina (Broni, 29 april 1957 - New York, 23 mei 2020) was een Italiaans econoom, gespecialiseerd in politieke economie.
Alesina behaalde een doctoraat aan de Harvard-universiteit en hij was er decaan van het departement economie tussen 2003 en 2006. Hij studeerde ook aan de prestigieuze Milaanse Bocconi-universiteit. Gedurende acht jaar was hij redacteur van het vakblad Quarterly Journal of Economics. Op het moment van zijn overlijden was hij hoogleraar aan Harvard (Nathaniel Ropes Professor of Political Economy). Hij overleed in mei 2020 aan een hartaanval na een bergwandeling.

## Werken
- Partisan Politics, Divided Government and the Economy (1995), met Howard Rosenthal
- Political Cycles and the Macroeconomy (1997), met Nouriel Roubini en  Gerald D. Cohen
- Designing Macroeconomic Policy for Europe (1997) (bijdrage)
- The size of Nations (2003), met Enrico Spolaore
- The Future of Europe: Reform or Decline (2004)
- Fighting Poverty in the US and Europe: A World of Difference (2006)

- Bibsys: 2062062
- Biblioteca Nacional de España: XX4774279
- Bibliothèque nationale de France: cb12496012f (data)
- Catàleg d'autoritats de noms i títols de Catalunya: 981058616629806706
- CiNii: DA05957301
- Gemeinsame Normdatei: 125845804
- International Standard Name Identifier: 0000 0001 0870 7148
- Library of Congress Control Number: n86005013
- Nationale Bibliotheek van Letland: 000163273
- Mathematics Genealogy Project: 200613
- Nationale Bibliotheek van Tsjechië: jo2008464697
- Nationale bibliotheek van Australië: 35643095
- Nationale Bibliotheek van Israël: 987007297406105171
- Nationale en Universitaire bibliotheek Zagreb: 000459063
- Nederlandse Thesaurus van Auteursnamen: 072946490
- Réseau des bibliothèques de Suisse occidentale: 02-A002917348
- Istituto Centrale per il Catalogo Unico: MILV013346
- Système universitaire de documentation: 034175342
- Trove: 1024880
- Virtual International Authority File: 12411312
- WorldCat: E39PBJwHf6djXtrDdYckYRJMT3